# Beren
Beren, han var son till Barahir, herren av Dorthonion i Silmarillion av J.R.R. Tolkien. 
Tillsammans med fadern försvarade han länge landet mot Morgoths orcher. Till slut var det endast Beren, hans far och tio andra som överlevt. En lång tid vistades de i skogarna och anföll mindre grupper av fienden. Det hela slutade med att en av männen i deras följe fångades in av fienden och han förrådde sina vänner. Detta ledde till att orcherna kunde dräpa Barahir och hans män. Endast Beren överlevde.
Vid denna tid flydde han söderut över bergen och kom snart till Doriath, där kung Thingol härskade. 
Här träffade han Luthien, kungens dotter och han blev förälskad. Till hans stora lycka besvarade hon hans kärlek. Thingol var dock emot att en dödlig önskade äkta hans dotter (som var den vackraste av alla alver). Därför bad han Beren hämta en silmarill från Morgoths krona. Först då skulle han vara värdig hans dotter.
Luthien följde med Beren mot sin fars vilja och tillsammans reste de till Angband. Där tog Beren en silmarill från Morgoths krona men då de skulle fly upptäckte Morgoths väldiga varg Carcharoth dem och han bet av Berens hand. I den handen låg silmarillen och den brände odjuret så mycket att det tjutande flydde söderut.
Beren återvände till Thingol och han visade honom stumpen efter sin hand. Sedan red de tillsammans ut på jakt efter odjuret. När detta slutligen dog och silmarillen skurits ur dess buk var Beren nästan död. I sitt sista andetag räckte han Thingol silmarillen.
Så stor var Luthiens sorg när Beren dog att hon färdades till Mandos salar och där lyckades hon, mot att hon själv blev dödlig, föra Beren tillbaka till livet. De levde sedan resten av sina liv på en ö i floden Gelion. Där fick de en son vid namn Dior.